# María Teresa Torterolo
María Teresa Torterolo (Génova, 29 de diciembre de 1829-Buenos Aires, 1917) fue una empresaria y comerciante sarda con negocios en Uruguay y Argentina.

## Biografía
Doña María Teresa Torterolo fue la matriarca de la famosa familia de actores y directores que revolucionaron el circo y el teatro argentino a fines del siglo xix. Su nombre estuvo muy vinculado al teatro argentino, y fue una de las últimas figuras sobrevivientes representativas de aquella primitiva y entusiasta falange inmigratoria italiana.
Proveniente de Italia, llegó a Montevideo en 1842, donde conoció y se casó con el también emprendedor genovés Pedro Podestá en la «ciudad del cerro», quien se había radicado allí en 1840. En ese momento ella tenía tan solo 15 años. Juntos tuvieron nueve hijos: Luis, Gerónimo, Pedro, José, Juan Vicente, Graciana, Antonio, Amadeo y Pablo. Estos a su vez le dieron varios nietos que tuvieron trascendencia en el ambiente artístico, como Totón Podestá, Blanca Podestá, María Podestá, Aparicio Podestá, entre otros. También fue la abuela del actor Ubaldo Torterolo y de Blanca Torterolo, quien fue la madre de los hermanos actores Farías.
De todos los hijos del matrimonio, fueron Luis y Gerónimo los únicos nacidos en Argentina, ya que el matrimonio se radicó brevemente  allí en 1846. Los otros nacieron en Montevideo, ya que corriendo el año 1851 el gobierno de Juan Manuel de Rosas había hecho circular el rumor de que si Justo José de Urquiza entraba en la ciudad iba a degollar a todos los "gringos" (extranjeros), por lo que tuvieron que regresar precipitadamente a Uruguay.
Se dedicó íntegramente junto a su marido a lo referido al abastecimiento de carne y luego como propietaria de un almacén en la calle Chacabuco y Cochabamba. Junto a su esposo, conformó el tronco del árbol genealógico que dio origen a una popular familia de artistas entre ellos músicos, pintores y escultores. Estimuló la vocación musical de sus hijos José y Gerónimo, quienes estudiaron con el pianista Antonio Ferreyra.
Tras un largo tiempo viviendo en Uruguay se radicó definitivamente en Argentina, donde falleció en 1917, a los 88 años de edad.